# Superliga (damvolleyboll, Albanien)
Superliga är den högsta serien i seriesystemet för volleyboll för damer i Albanien. Serien organiseras av Federata Shqiptare e Volejbollit (FSHV), det albanska volleybollförbundet. Den spelas årligen och spelades första gången 1946. KV Tirana och KS Dinamo är mest framgångsrika lagen med 20 titlar var.

## Resultat efter säsong
| Säsong                              | Mästa                      | Tvåa                       | Trea                       |
| ----------------------------------- | -------------------------- | -------------------------- | -------------------------- |
| 1946                                | 17 Nëntori Tirana          |                            |                            |
| 1947                                | Vllaznia Shkodër           |                            |                            |
| 1948                                | 17 Nëntori Tirana          |                            |                            |
| 1949                                | Lokomotiva Durrës          |                            |                            |
| 1950                                | 17 Nëntori Tirana          |                            |                            |
| 1951                                | 17 Nëntori Tirana          |                            |                            |
| 1952                                | 17 Nëntori Tirana          |                            |                            |
| 1953                                | Studenti Tiranë            |                            |                            |
| 1954                                | Partizani Tirana           |                            |                            |
| 1955                                | 17 Nëntori Tirana          |                            |                            |
| 1956                                | Skënderbeu Korçë           |                            |                            |
| 1957                                | Vllaznia Shkodër           |                            |                            |
| 1958                                | Skënderbeu Korçë           |                            |                            |
| 1959                                | 17 Nëntori Tirana          |                            |                            |
| 1960                                | Vllaznia Shkodër           |                            |                            |
| 1961                                | 17 Nëntori Tirana          |                            |                            |
| 1962                                | 17 Nëntori Tirana          |                            |                            |
| 1963                                | 17 Nëntori Tirana          |                            |                            |
| 1964                                | 17 Nëntori Tirana          |                            |                            |
| 1965                                | Flamurtari Vlorë           |                            |                            |
| 1966                                | 17 Nëntori Tirana          |                            |                            |
| 1967                                | 17 Nëntori Tirana          |                            |                            |
| 1968                                | Tävlingen genomfördes inte | Tävlingen genomfördes inte | Tävlingen genomfördes inte |
| 1969                                | 17 Nëntori Tirana          |                            |                            |
| 1970                                | Studenti Tiranë            |                            |                            |
| 1971                                | Studenti Tiranë            |                            |                            |
| 1972                                | Skënderbeu Korçë           |                            |                            |
| 1973                                | Skënderbeu Korçë           |                            |                            |
| 1974                                | Dinamo Tirana              |                            |                            |
| 1975                                | Dinamo Tirana              |                            |                            |
| 1976                                | Dinamo Tirana              |                            |                            |
| 1977                                | Dinamo Tirana              |                            |                            |
| 1978                                | Dinamo Tirana              |                            |                            |
| 1979                                | Dinamo Tirana              |                            |                            |
| 1980                                | Dinamo Tirana              |                            |                            |
| 1981                                | Dinamo Tirana              |                            |                            |
| 1982                                | Dinamo Tirana              |                            |                            |
| 1983                                | Dinamo Tirana              |                            |                            |
| 1984                                | Dinamo Tirana              |                            |                            |
| 1985                                | Skënderbeu Korçë           |                            |                            |
| 1986                                | Skënderbeu Korçë           |                            |                            |
| 1987                                | Dinamo Tirana              |                            |                            |
| 1988                                | Dinamo Tirana              |                            |                            |
| 1989                                | Dinamo Tirana              |                            |                            |
| 1990                                | Dinamo Tirana              |                            |                            |
| 1991                                | Dinamo Tirana              |                            |                            |
| 1992                                | Tirana Tirana              |                            |                            |
| 1993                                | SK Lushnja                 |                            |                            |
| 1994                                | Tirana Tirana              |                            |                            |
| 1995                                | Dinamo Tirana              |                            |                            |
| 1996                                | SK Lushnja                 |                            |                            |
| 1997                                | SK Lushnja                 |                            |                            |
| 1998                                | SK Lushnja                 |                            |                            |
| 1999                                | Teuta Durrës               |                            |                            |
| 2000                                | Teuta Durrës               |                            |                            |
| 2001                                | Teuta Durrës               |                            |                            |
| 2002                                | Dinamo Tirana              |                            |                            |
| 2003                                | Studenti Tiranë            |                            |                            |
| 2004                                | Dinamo Tirana              |                            |                            |
| 2005                                | Studenti Tiranë            | Minatori Rrëshen           | Dinamo Tirana              |
| 2006                                | Teuta Durrës               |                            |                            |
| 2007                                | Dinamo Tirana              |                            |                            |
| 2008                                | Tirana Tirana              |                            |                            |
| 2009                                | Tirana Tirana              |                            |                            |
| 2010                                | Tirana Tirana              | UMB Volej                  | Minatori Rrëshen           |
| 2011                                | Minatori Rrëshen           | Tirana Tirana              | UMB Volej                  |
| 2012                                | Minatori Rrëshen           | UMB Volej                  | Tirana Tirana              |
| 2013                                | Tirana Tirana              | UMB Volej                  |                            |
| Tävlingen bytte namn till Grupi A1  |                            |                            |                            |
| 2014                                | UMB Volej                  | Partizani Tirana           |                            |
| 2015                                | UMB Volej                  | Tirana Tirana              |                            |
| 2016                                | UMB Volej                  | Tirana Tirana              |                            |
| 2017                                | UMB Volej                  | Partizani Tirana           |                            |
| 2018                                | Partizani Tirana           | UMB Volej                  |                            |
| 2019                                | Partizani Tirana           | KS Tirana                  |                            |
| 2020                                | Ej avslutad                | Ej avslutad                | Ej avslutad                |
| 2021                                | Partizani Tirana           | KS Tirana                  |                            |
| Tävlingen bytte namn till Superliga |                            |                            |                            |
| 2022                                | KS Skënderbeu              | KS Tirana                  |                            |

## Resultat per lag
| Lag              | Antal titlar | Hemort   | Vunna år |
| ---------------- | ------------ | -------- | --- |
| KV Tirana        | 20           | Tirana   | 1946, 1948, 1950, 1951, 1952, 1955, 1959, 1961, 1962, 1963, 1964, 1966, 1967, 1969 1992, 1994, 2008, 2009, 2010, 2013 |
| KS Dinamo        | 20           | Tirana   | 1974, 1975, 1976, 1977, 1978, 1979, 1980, 1981, 1982, 1983, 1984, 1987, 1988, 1989 1990, 1991, 1995, 2002, 2004, 2007 |
| Skënderbeu Korçë | 6            | Korçë    | 1956, 1958, 1972, 1973, 1985, 1986                                                                                    |
| Teuta Durrës     | 5            | Durrës   | 1949, 1999, 2000, 2001, 2006                                                                                          |
| Studenti Tiranë  | 5            | Tirana   | 1953, 1970, 1971, 2003, 2005                                                                                          |
| SK Lushnja       | 4            | Lushnjë  | 1993, 1996, 1997, 1998                                                                                                |
| UMB Volej        | 4            | Tirana   | 2014, 2015, 2016, 2017                                                                                                |
| Vllaznia Shkodër | 3            | Shkodër  | 1947, 1957, 1960 |
| Partizani Tirana | 3            | Tirana   | 1954, 2018, 2019 |
| Minatori Rrëshen | 2            | Rrësheni | 2011, 2012 |
| Flamurtari Vlorë | 1            | Vlora    | 1965 |